# 大隅肝属地区消防組合
大隅肝属地区消防組合（おおすみきもつきちくしょうぼうくみあい）は、鹿児島県鹿屋市、肝属郡東串良町、肝付町、錦江町及び南大隅町によって組織される一部事務組合（消防組合）である。

## 概要
- 消防本部：鹿児島県鹿屋市新川町800番地
- 管内面積：1160.91km2
- 職員数：190名
- 消防署3カ所、分署3カ所
- 主力機械（2015年4月1日現在）
  - 消防ポンプ車：3
  - 水槽付消防ポンプ車：3
  - 梯子付消防車：1
  - 化学消防車：2
  - 大型高所放水車：1
  - 泡原液搬送車：1
  - 救助工作車：1
  - 林野救助工作車：2
  - 大型水槽車：1
  - 指揮広報車：5
  - 広報車：8
  - 資機材搬送車：1
  - 人員輸送車：1
  - 高規格救急自動車：11
  - その他：10

## 沿革
- 1977年
  - 4月1日　鹿屋市・肝属郡東串良町・内之浦町・高山町・大根占町・田代町・根占町・佐多町・串良町および吾平町の1市9町により大隅肝属地区消防組合が発足する。中央消防署は従来の鹿屋市消防署にて、東部消防署・南部消防署は仮設庁舎にて業務を開始する。
  - 10月1日　内之浦分署・佐多分署が仮庁舎にて業務を開始する。
- 1978年
  - 1月20日　東部消防署・南部消防署の新庁舎が新築落成し、仮庁舎から移転する。
  - 3月31日　内之浦分署・佐多分署の新庁舎が新築落成し、仮庁舎から移転する。
- 1979年1月31日　消防本部・中央消防署の新庁舎が新築落成し，旧庁舎から移転する。
- 1980年4月1日　中央消防署に特別救助隊が発足する。
- 2005年
  - 3月22日　大根占町・田代町が合併し錦江町が発足したことに伴い、組合の構成自治体が1市8町となる。
  - 3月31日　根占町・佐多町が合併し南大隅町が発足したことに伴い、組合の構成自治体が1市7町となる。
  - 7月1日　 内之浦町・高山町が合併し肝付町が発足したことに伴い、組合の構成自治体が1市6町となる。
- 2006年1月1日　 鹿屋市・串良町・吾平町および曽於郡輝北町が合併し新たな鹿屋市が発足したことに伴い、組合の構成自治体が1市4町となる。鹿屋市の旧輝北町の消防事務は大隅曽於地区消防組合が継続して行う。
- 2008年4月1日　 輝北分署が大隅曽於地区消防組合から移管され、鹿屋市の旧輝北町が管轄域に加わる。

## 組織
- 消防本部 - 総務課、予防課、警防課、指令課
- 消防署

## 消防署
| 消防署     | 住所                        | 分署                                   |
| ---------- | --------------------------- | -------------------------------------- |
| 中央消防署 | 鹿屋市新川町800番地         | 輝北：鹿屋市輝北町上百引3930番地       |
| 東部消防署 | 鹿屋市串良町下小原2001番地1 | 内之浦：肝属郡肝付町南方2638番地2      |
| 南部消防署 | 肝属郡錦江町城元1055番地    | 佐多：肝属郡南大隅町佐多伊座敷3439番地 |